# Miércoles Santo
En el cristianismo, el Miércoles Santo conmemora la traición de Judas como espía clandestino entre los discípulos. También se denomina Miércoles del Espía, o Miércoles Santo (en el cristianismo occidental), y Miércoles Santo y Grande (en el cristianismo oriental).
En el cristianismo occidental, muchas iglesias de diversas denominaciones celebran el servicio de tenebrae el Miércoles Santo.

## Narraciones bíblicas
En el relato neotestamentario de la Semana Santa, después del Domingo de Ramos, el Sanedrín se reunió y conspiró para matar a Jesús antes de la fiesta de Pésaj. El miércoles anterior a su muerte, Jesús estaba en Betania, en casa de Simón el leproso. Mientras estaba sentado a la mesa con sus discípulos, una mujer llamada María ungió la cabeza y los pies de Jesús con un costoso aceite de nardo. Los discípulos se indignaron y preguntaron por qué no se vendía el aceite y se daba el dinero a los pobres. Pero Judas Iscariote quería quedarse con el dinero. Entonces Judas fue al Sanedrín y se ofreció a entregarles a Jesús a cambio de dinero. A partir de este momento, Judas buscó una oportunidad para traicionar a Jesús.
En referencia a la intención de Judas Iscariote de traicionar a Jesús, formada el Miércoles Santo, el día es a veces llamado «Miércoles del Espía». La palabra espía, tal como se utiliza en el término, significa «emboscada, trampa». Además, entre los discípulos, Judas era clandestinamente un espía y el miércoles fue el día que eligió para traicionar a Cristo.

## Liturgia

### Iglesia católica
Hoy en día, el término «Tenebrae» se refiere a un servicio de Semana Santa que suele celebrarse el Miércoles del Espía y que consiste en el apagado gradual de las velas en un coche fúnebre de tinieblas, lecturas relacionadas con la Pasión de Jesús y el strepitus (ruido fuerte).
Antes del Concilio Vaticano II, la liturgia del oficio de tinieblas de maitines y laudes del Jueves Santo solía celebrarse en la tarde o noche del Miércoles Santo. El nombre proviene de la palabra latina tenebrae, que significa oscuridad.  En este servicio, todas las velas de un candelabro especial y del altar se apagaban gradualmente, excepto una. Ésta se ocultaba y la iglesia quedaba en completa oscuridad. A continuación, tras la recitación de los Salmos 50-51 y una oración especial, se hacía un fuerte ruido (en latín strepitus), que originalmente era una señal para que los ministros se marcharan, pero que más tarde se interpretó como símbolo de la confusión y el terror que acompañaron a la muerte de Jesús, incluido el terremoto que, según el Evangelio de Mateo 27:51, le siguió. Una celebración similar de maitines y laudes del Viernes y Sábado Santo solía celebrarse hacia el final de cada uno de los días precedentes. Esta costumbre aún la conservan las Iglesias católicas que celebran las reformas de Semana Santa anteriores a 1955.
En la forma de la Misa conocida como Misa tridentina, las lecturas del Miércoles Santo están tomadas de Isaías 62:11; 63:1-7 y del Evangelio según San Lucas 22:1-71; 23:1-53. En la reforma de la Semana Santa de 1955, se suprimieron los 38 primeros versículos del capítulo 22 de San Lucas, que se conservan aún en la celebración tridentina.

### Iglesias metodistas
En el uso metodista tradicional, el Libro de Culto para la Iglesia y el Hogar (1965) ofrece la siguiente Colecta para el Miércoles del Espía:
Asístenos misericordiosamente con tu ayuda, Señor Dios de nuestra salvación, para que podamos entrar con alegría en la meditación de aquellos poderosos actos por los que nos has dado la vida y la inmortalidad; por Jesucristo nuestro Señor. Amén.
En la noche del Miércoles del Espía, muchas iglesias metodistas celebran el oficio de tinieblas.

### Iglesias luteranas
Las iglesias luteranas celebran servicios el Miércoles Santo, a menudo en forma del oficio de tinieblas.

### Iglesias anglicanas
En la Iglesia Episcopal Protestante de Estados Unidos, miembro de la Comunión Anglicana, el oficio de tinieblas se celebra el Miércoles del Espía.

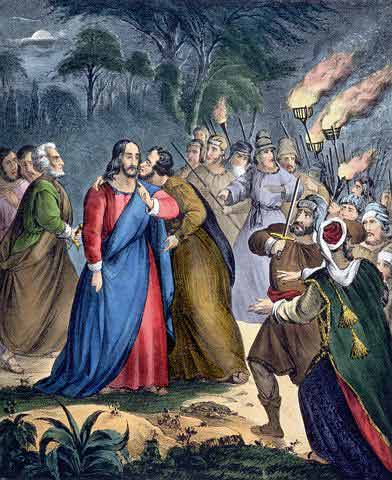
El Beso de Judas. Ilustración de 1860.

### Rito bizantino
En el Rito bizantino, el tema del Miércoles Santo y del Miércoles Santo Grande es la conmemoración de la mujer pecadora que ungió a Jesús antes de su crucifixión y entierro; un segundo tema es el acuerdo para traicionar a Jesús hecho por Judas Iscariote.
El día comienza con las vísperas, a las que puede unirse la celebración de la Liturgia Presantificada; normalmente, ésta se realiza ahora el martes por la mañana o por la tarde. En este servicio se repiten muchos de los himnos cantados en maitines. Las lecturas hablan del hallazgo de Moisés y de los sufrimientos de Job. El Evangelio narra una serie de parábolas sobre la Segunda Venida, incluida la parábola de las Vírgenes Sabias e Insensatas.
Esa misma noche (en la práctica parroquial) o a primera hora de la mañana siguiente, los maitines siguen el formato especial conocido como Oficio del Novio, que se utiliza los tres primeros días de la Semana Santa. El Evangelio es un pasaje de Juan 12 sobre Jesús revelándose a unos griegos. Hacia el final de los maitines, se canta el Himno de Kassiani. El himno, (escrito en el siglo IX por Kassia) habla de la mujer que lavó los pies de Cristo en casa de Simón el leproso (7:36-50). Gran parte del himno está escrito desde la perspectiva de la mujer pecadora:

Oh Señor, la mujer que había caído en muchos pecados, sintiendo Tu Divinidad, asume el deber de portadora de mirra. Con lamentos te trae mirra en previsión de tu sepultura. "¡Ay de mí!", clama, "para mí la noche se ha convertido en un frenesí de libertinaje, un amor oscuro y sin luna por el pecado. Recibe la fuente de mis lágrimas, oh Tú que reúnes en nubes las aguas del mar. Inclínate hacia mí, hacia los suspiros de mi corazón, oh Tú que inclinaste los cielos por tu inefable condescendencia. Lavaré con besos tus pies inmaculados y los secaré de nuevo con los mechones de mis cabellos; esos mismos pies ante cuyo sonido Eva se escondió asustada cuando te oyó caminar por el Paraíso en el crepúsculo del día. En cuanto a la multitud de mis pecados y la profundidad de Tus juicios, ¿quién puede escudriñarlos, oh Salvador de las almas, Salvador mío? No me desprecies, oh Tú que eres ilimitado en misericordia.

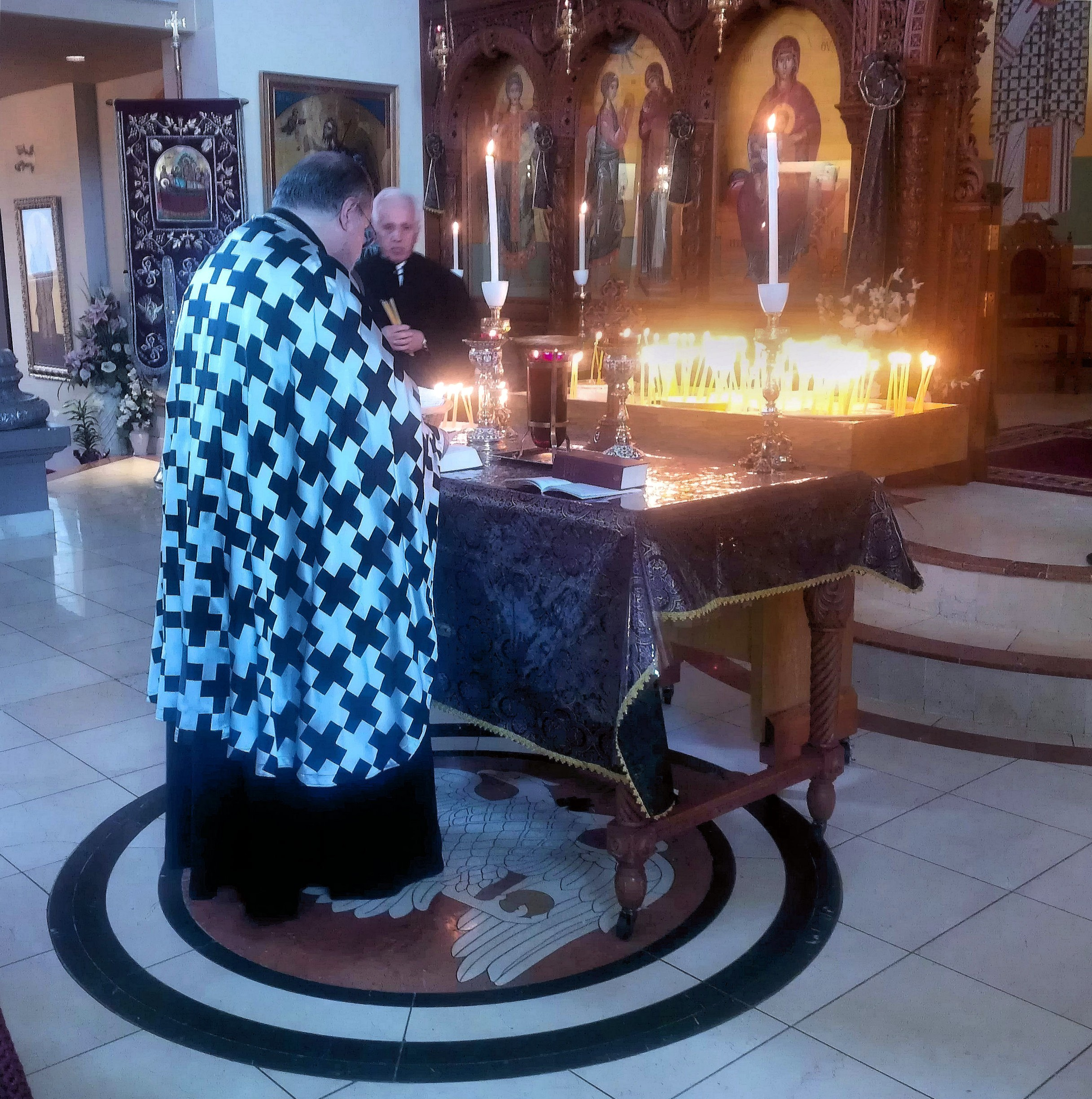
Servicio del Sacramento de la Santa Unción

Cuando se utiliza música bizantina, la composición expresa la poesía con tanta fuerza que a menudo deja a muchas personas en un estado de lágrimas orantes. El Himno puede durar más de 25 minutos y es, litúrgica y musicalmente, un momento culminante de todo el año. 
En las vísperas, a las que puede unirse la celebración de la Liturgia Presantificada, y que, estrictamente hablando, es el comienzo litúrgico del  Jueves Santo, se repiten muchos de los himnos cantados en maitines. Las lecturas narran la muerte del egipcio por Moisés y la negativa de Job a maldecir a Dios a pesar de sus desgracias. El Evangelio narra la historia de la mujer pecadora y la traición de Judas.
En Grecia (y en algunos otros lugares a los que se ha extendido la costumbre) todos los miembros de la iglesia reciben la Santa Unción el miércoles por la tarde.
Es a causa del acuerdo hecho por Judas de traicionar a Jesús en este día que los cristianos ortodoxos ayunan los miércoles (así como los viernes) durante todo el año.

## Celebraciones
El Miércoles Santo es un día sagrado para los cristianos y marca la mitad de la Semana Santa. Durante este día, se llevan a cabo diferentes celebraciones y rituales en todo el mundo.
En España, el Miércoles Santo es uno de los días más importantes de la Semana Santa. En muchas ciudades, se realizan procesiones en las que se llevan a cabo representaciones dramáticas de la Pasión de Cristo. En Sevilla, por ejemplo, se llevan a cabo procesiones que duran toda la noche y que son seguidas por miles de personas.
En México, las celebraciones del Miércoles Santo también son muy importantes. En algunos lugares, se llevan a cabo procesiones y representaciones de la Pasión de Cristo, mientras que en otros se celebran misas y se llevan a cabo rituales religiosos en las iglesias.
En Filipinas, el Miércoles Santo es un día de ayuno y penitencia. Muchos filipinos acuden a las iglesias para asistir a misas y participar en procesiones. En algunas partes del país, se realizan representaciones dramáticas de la Pasión de Cristo que involucran la flagelación y la crucifixión.
En general, las celebraciones del Miércoles Santo alrededor del mundo tienen un enfoque común en la reflexión y la penitencia, y son un recordatorio de la Pasión y la muerte de Cristo.

### España

#### Procesiones declaradas de Interés Turístico Internacional
- Ávila, se realizan las procesiones del Silencio y del Cristo de las Batallas.[40][41][42]
- Cáceres. Sale este día la Cofradía de los Ramos con el Cristo de la Buena Muerte y la Virgen de la Esperanza desde San Juan; la Cofradía del Humilladero, con el Cristo de la Preciosa Sangre en Vía crucis por las calles del Barrio de Llopis Iborra y del Espíritu Santo; y la Cofradía del Cristo Negro, desde la Concatedral de Santa María, siendo esta procesión la más característica de la Semana Santa cacereña.[43]
- Cartagena. La Pontificia, Real e Ilustre Cofradía de Nuestro Padre Jesús en el Doloroso Paso del Prendimiento y Esperanza de la Salvación de las Almas (Californios) pone en la calle su cortejo principal, la Magna Procesión del Prendimiento: Santa Cena, Oración en el Huerto, Ósculo, Prendimiento, Juicio de Jesús, Arrepentimiento de San Pedro, Flagelación, Coronación de Espinas, Sentencia, Santiago, San Pedro, San Juan y la Virgen del Primer Dolor.[44]
- Cuenca. Procesión del Silencio, con los pasos de la Santa Cena, Jesús Orando en el Huerto (de San Esteban), Beso de Judas, San Pedro Apóstol, La Negación de San Pedro, Jesús ante Anás (Ecce Homo de San Miguel) y Nuestra Señora de la Amargura con San Juan Apóstol.[45][46]

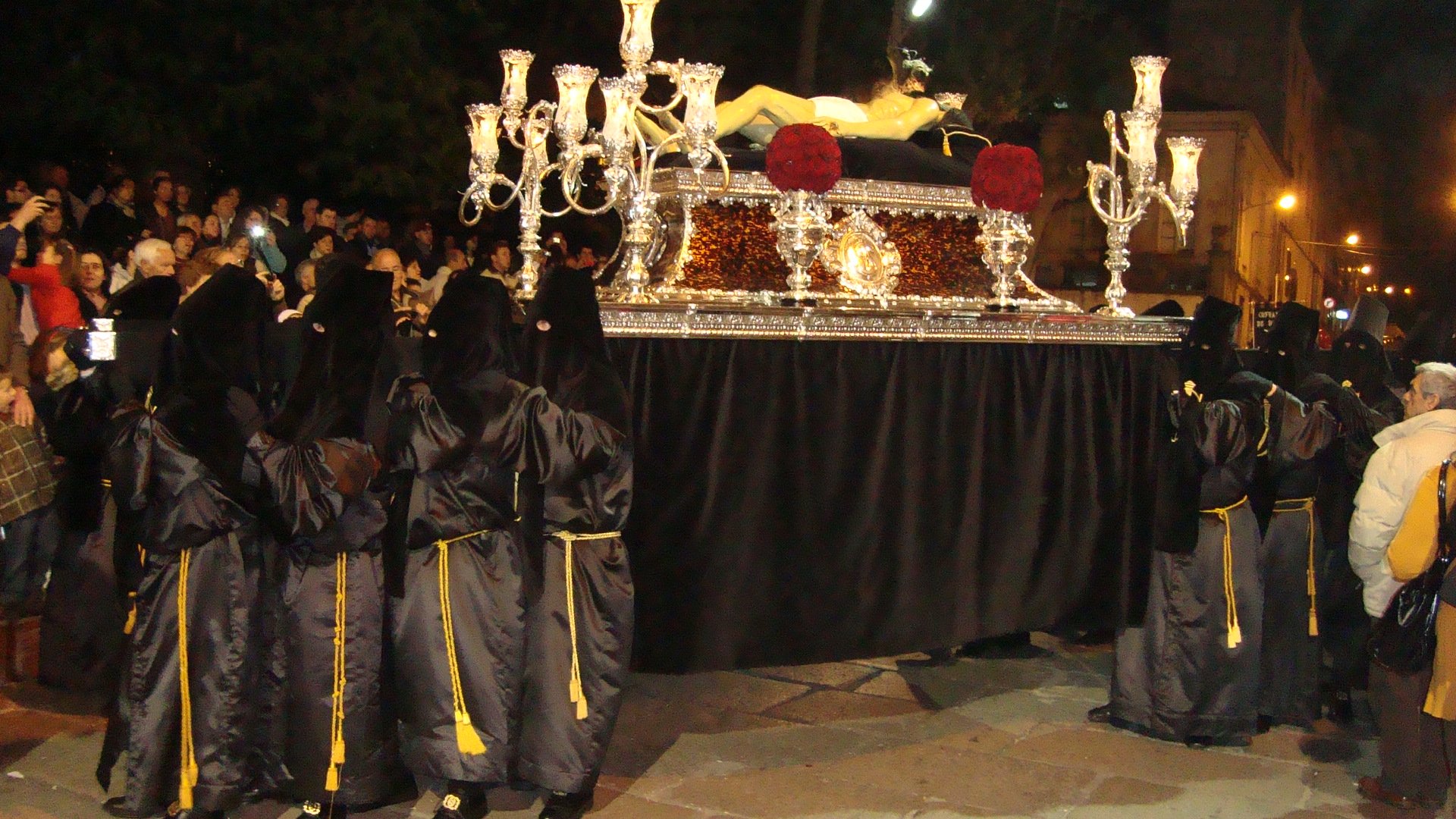
Paso del Santísimo Cristo Yacente de Ferrol

- En Ferrol se celebran cinco procesiones el Miércoles Santo: la del Cristo de los Navegantes; la de Nuestra Señora de la Merced y el Santísimo Cristo Redentor; la del Cristo del Perdón y María Santísima de los Desamparados; la Procesión de la Penitencia, cuya imagen titular es el Santísimo Cristo Yacente; y la Procesión de Nuestra Padre Jesús Camino del Calvario.[47]
- Granada. Hacen estación de penitencia las cofradías de "Los Gitanos", "Las Penas", "El Rosario", "El Nazareno" y "Los Estudiantes".[48]
- Hellín. Tiene lugar la procesión de la Oración del Huerto. Procesionan en dicha procesión, la hermandad de la Oración del Huerto "Paso Gordo", archicofradía del Cristo de Medinaceli y la hermandad Ntra. Sra de los Dolores "La Dolorosa" entre otros.[49]
- En León procesiona la cofradía de La Agonía de Nuestro Señor, la cofradía del Santísimo Cristo de la Expiración y del Silencio, y el Solemne Vía Crucis popular de la cofradía del Santo Cristo del Perdón.[50]
- Málaga con las cofradías de Mediadora, Salesianos, Fusionadas, Paloma, El Rico, Sangre y Expiración.[51]
- En Mérida procesionan Nuestro Padre Jesús Nazareno y María Santísima del Mayor Dolor (realizando el Encuentro en la Puerta de la Villa) y el Santísimo Cristo de las Tres Caídas y Nuestra Señora de la Misericordia, siendo la única cofradía en cruzar por el Puente Romano.[52]
- Murcia. Procesiona otra de las Cofradías más tradicionales y populares de la ciudad, la Real, Muy Ilustre, Venerable y Antiquísima Archicofradía de la Preciosísima Sangre de Nuestro Señor Jesucristo, popularmente conocida como Los Coloraos por el color de sus túnicas. Desfilan 11 hermandades, entre ellas la del Santísimo Cristo de la Sangre (imagen de Nicolás de Bussy del siglo XVII).[53]
- Orihuela. Dos Procesiones se celebran Miércoles Santo en Orihuela. Por la tarde, en el barrio del Rabaloche, procesiona la Mayordomía del patrón de la ciudad, la Mayordomía de Nuestro Padre Jesús Nazareno, mientras que por la noche procesionan las Cofradías de la Santa Cena y del Lavatorio.[54]

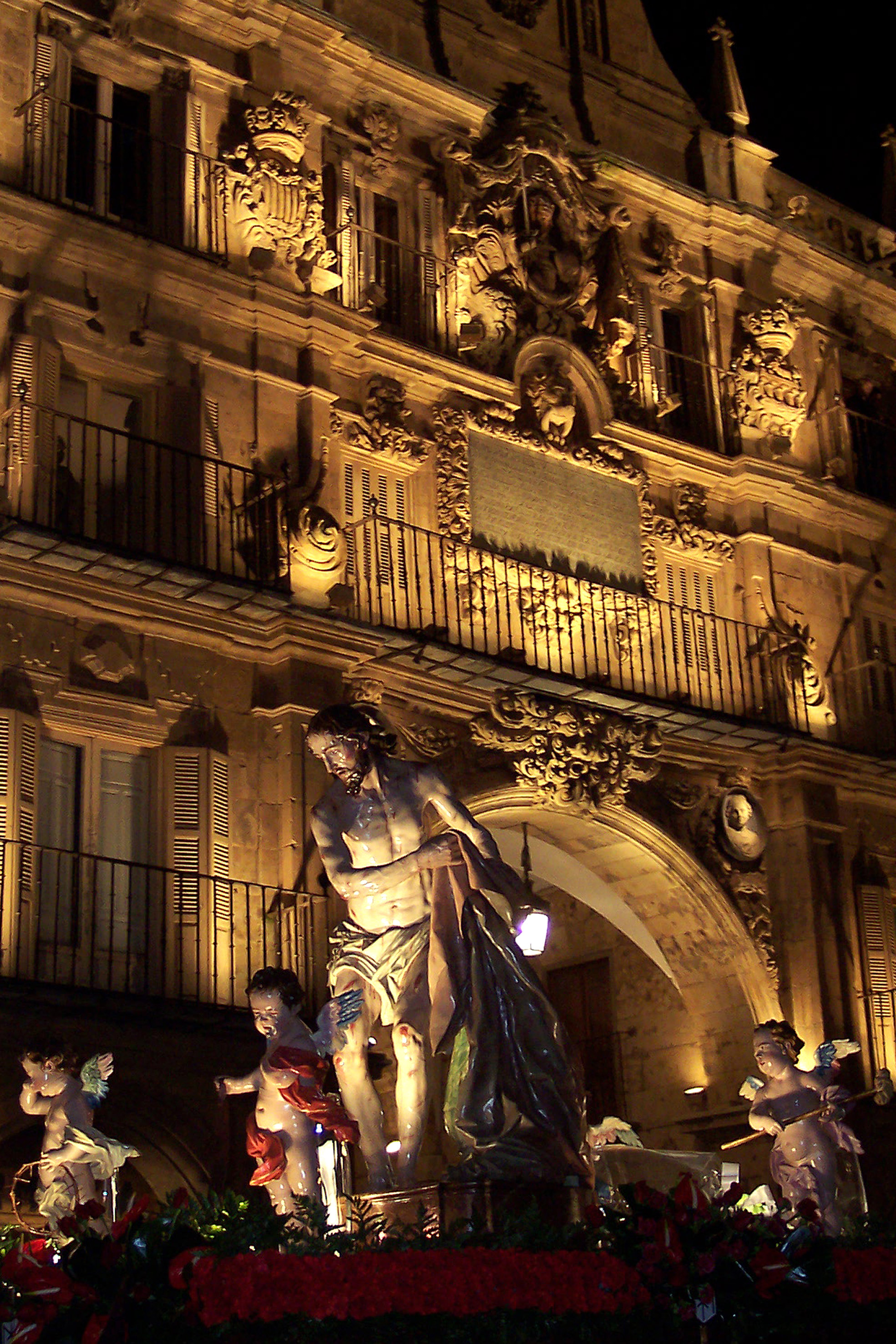
Jesús Flagelado. Salamanca.

- Salamanca desfila la Hermandad de Nuestro Padre Jesús Flagelado y Nuestra Señora de las Lágrimas.[55]
- Sevilla. Hacen estación de penitencia a la Catedral nueve hermandades de penitencia las cuales son: El Carmen Doloroso, La Sed, San Bernardo, El Buen Fin, La Lanzada, El Baratillo, Cristo de Burgos, Las Siete Palabras y Los Panaderos.[56]
- Valladolid. Tienen lugar el Vía Crucis procesional de Jesús Nazareno y el Cristo de la Agonía y las procesiones en las calles de "Perdón y Esperanza", amor "Paz y Reconciliación", "El Arrepentimiento", "La Piedad" y la "Peregrinación del Consuelo".[57]
- En Vivero (Lugo), procesiona el Vía Crucis Procesional de hombres, en el que los hombres realizan las catorce estaciones de penitencia. El día anterior tiene lugar el de mujeres.[58]
- En Zamora el Miércoles Santo procesionan la Real Cofradía del Santísimo Cristo de las Injurias, también llamada cofradía del Silencio, con la imagen del Cristo de las Injurias, la hermandad de Penitencia o "Las Capas Pardas".[59]
- En Zaragoza el miércoles santo pasa el Santo Encuentro con estas cofradías Cofradía de Jesús Camino del Calvario y la Hermandad de San Joaquín y la Virgen de los Dolores y más cofradías y hermandades salen de procesión en viacrucis.[60]

#### Otras procesiones españolas
- Almería. Procesionan dos de las hermandades más importantes: Los Estudiantes y El Prendimiento, así como las hermandades del Calvario y La Macarena.[61]
- Almuñécar (Granada). Cofradía del Cristo de la Expiración (Silencio), Cofradía del Descendimiento y Santa María del Alba y Cofradía del Perdón.[62]

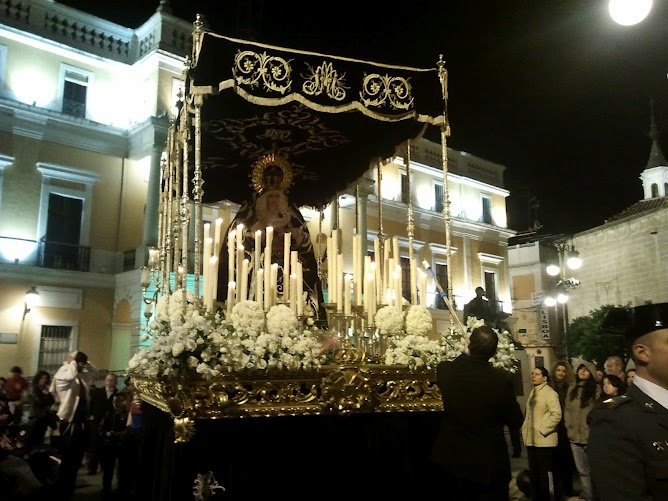
Paso de María Santísima del Mayor Dolor, Badajoz

- Badajoz, procesionan Nuestro Padre Jesús del Amparo, Santísimo Cristo de la Fe, Nuestra Señora de la Piedad y María Santísima del Mayor Dolor de la Hermandad de Santo Domingo (Badajoz) y Nuestro Padre Jesús del Descendimiento, María Santísima de la Piedad y Nuestra Señora de la Esperanza de la Hermandad del Descendimiento de Badajoz.[63]
- Cádiz, realizan estación de penitencia en la Santa Iglesia Catedral el Santísimo Cristo de las Aguas, Nuestra Señora de la Luz y la Asociación de Discípulos de San Juan Evangelista (Luz y Aguas); Nuestro Padre Jesús de la Salud y María Santísima de la Esperanza (Cigarreras); Nuestro Padre Jesús de la Sentencia y María Santísima del Buen Fin (Sentencia) y Nuestra Señora de las Angustias (Caminito).[64]
- Ciudad Real, procesionan la Virgen del Mayor Dolor (Silencio) y la hermandad de la Flagelación, Paz y Esperanza y Misericordia.[65]
- Córdoba, donde procesionan las hermandades de Pasión, Perdón, Calvario, Paz, Misericordia y Piedad.[66]
- En Elche procesionan El Cristo del Amor, Virgen de los Dolores, Jesucristo de la Penitencia (Los Estudiantes), Jesús Rescatado, Jesús Nazareno, y Nuestra señora de la Merced y Jesús de Pasión.[67]
- Huelva. Hacen estación de penitencia las Hermandades y Cofradías del Prendimiento, La Victoria y La Esperanza.[68]
- Jaén. Procesionan las hermandades de El Cautivo, El Perdón, La Buena Muerte.[69]

Nuestro Divino Redentor Jesús Cautivo (Hermandad del Cautivo, Jaén)

- Jerez de la Frontera, con una Semana Santa declarada de interés turístico nacional, salen a la calle seis procesiones que harán la carrera oficial hasta la Catedral. Hermandad del Consuelo, Soberano Poder, Santa Marta, Prendimiento (Prendi), Tres Caídas y Amargura.[70]

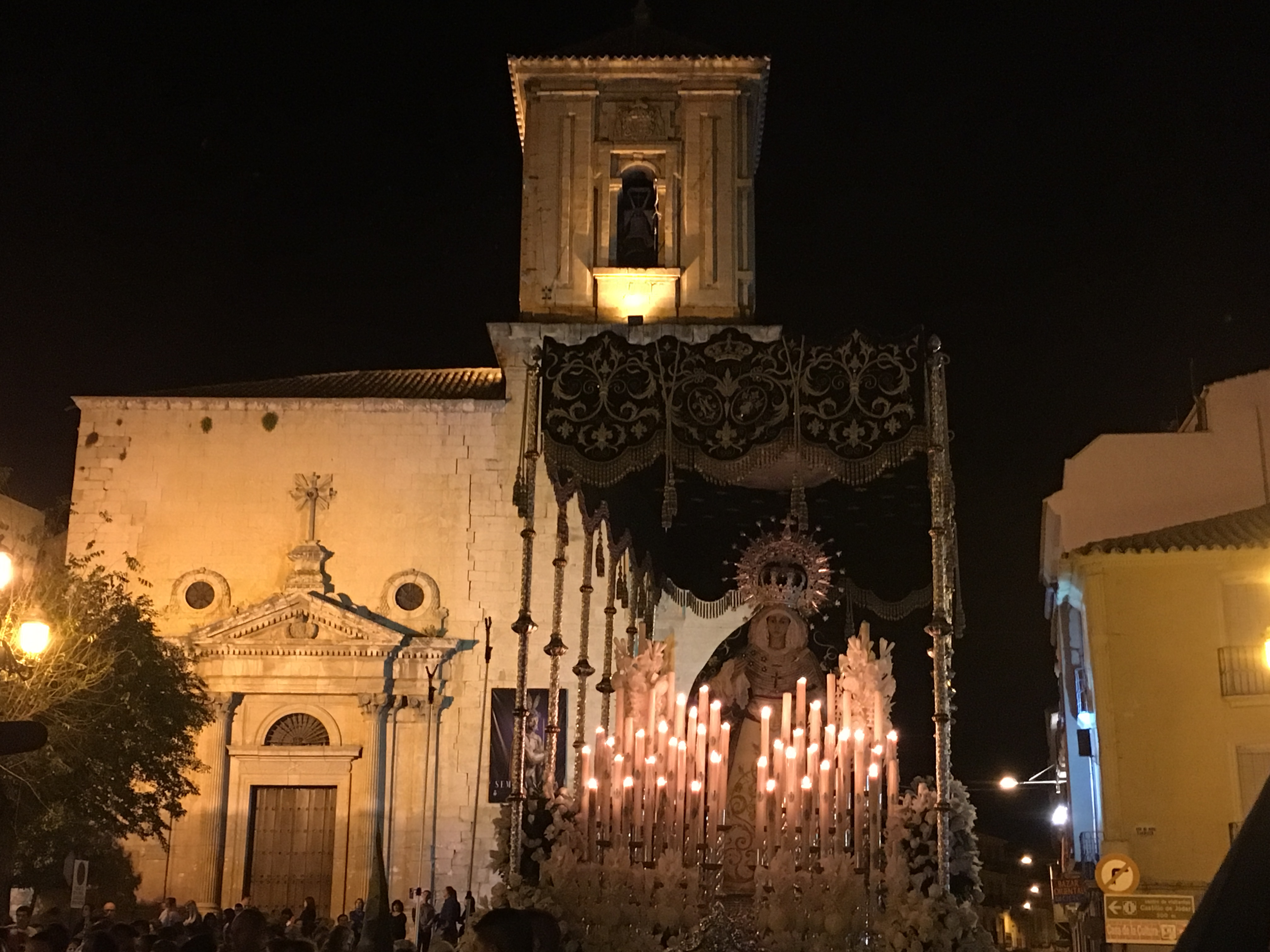
Paso de Nuestra Señora de la Esperanza, Jódar.

- En Jódar (Jaén), procesiona la cofradía de la Oración y Esperanza. Destaca la salida y entrada del paso de Nuestra Señora de la Esperanza por la estrechez de la puerta de la Iglesia Parroquial. El encuentro de ambos pasos y la subida del paso de palio por la cuesta de la calle San Fernando al canto de la Salve, de madrugada, de regreso al templo.[71]
- Las Palmas de Gran Canaria se celebra en el barrio de Vegueta concreta mente en la parroquia de Santo Domingo de Guzmán, Procesionan en el Santo Encuentro de Jesús con su madre, Santísimo Cristo con la Cruz a Cuestas, Nuestra Señora de los Dolores de Vegueta, San Juan Evangelista, Sta. María Magdalena y La Verónica. En la procesión Jesús con la Cruz a Cuestas acompañado del Cirineo se encuentra con su madre en la Plaza de Santa Ana a los pies de la Catedral de Canarias.[72]
- Los Silos, Tenerife. Traslado del Santísimo Cristo de la Sentencia desde la Ermita de San Bernardo hasta la Parroquia de Nuestra Señora de la Luz.[73]
- Madrid. Procesiona la Hermandad y Cofradía de Nazarenos de Nuestro Padre Jesús de la Salud y María Santísima de las Angustias (Los Gitanos).[74]
- En Martos (Jaén) procesiona la hermandad de "Nuestro Padre Jesús en la Oración en el Huerto de los Olivos y María Santísima de la Amargura".[75]
- En Monóvar (Alicante). La Cofradía de Nuestra Señora de la Soledad sale en procesión a las 10h30 desde la Iglesia Arciprestal de San Juan Bautista, realizando un solemne Encuentro con la Cofradía de Nuestra Señora de los Dolores.[76]
- En Ocaña (Toledo), se traslada procesionalmente a la Santa Mujer Verónica en el día de su Fiesta Mayor, para ubicarla en una posición estratégica a la hora de procesionar el Viernes Santo en la Procesión de las Caídas.[77]
- En Ponferrada, (León), procesión de Jesús Nazareno del Silencio, de la Cofradía de Jesús Nazareno del Silencio por el centro de la ciudad.[78]
- En Roquetas de Mar (Almería) procesiona Ntro. Padre Jesús Nazareno de la Hermandad de Ntra. Sra. de los Dolores desde la Iglesia del Puerto hasta la Iglesia de Ntra. Sra. del Rosario.[79]

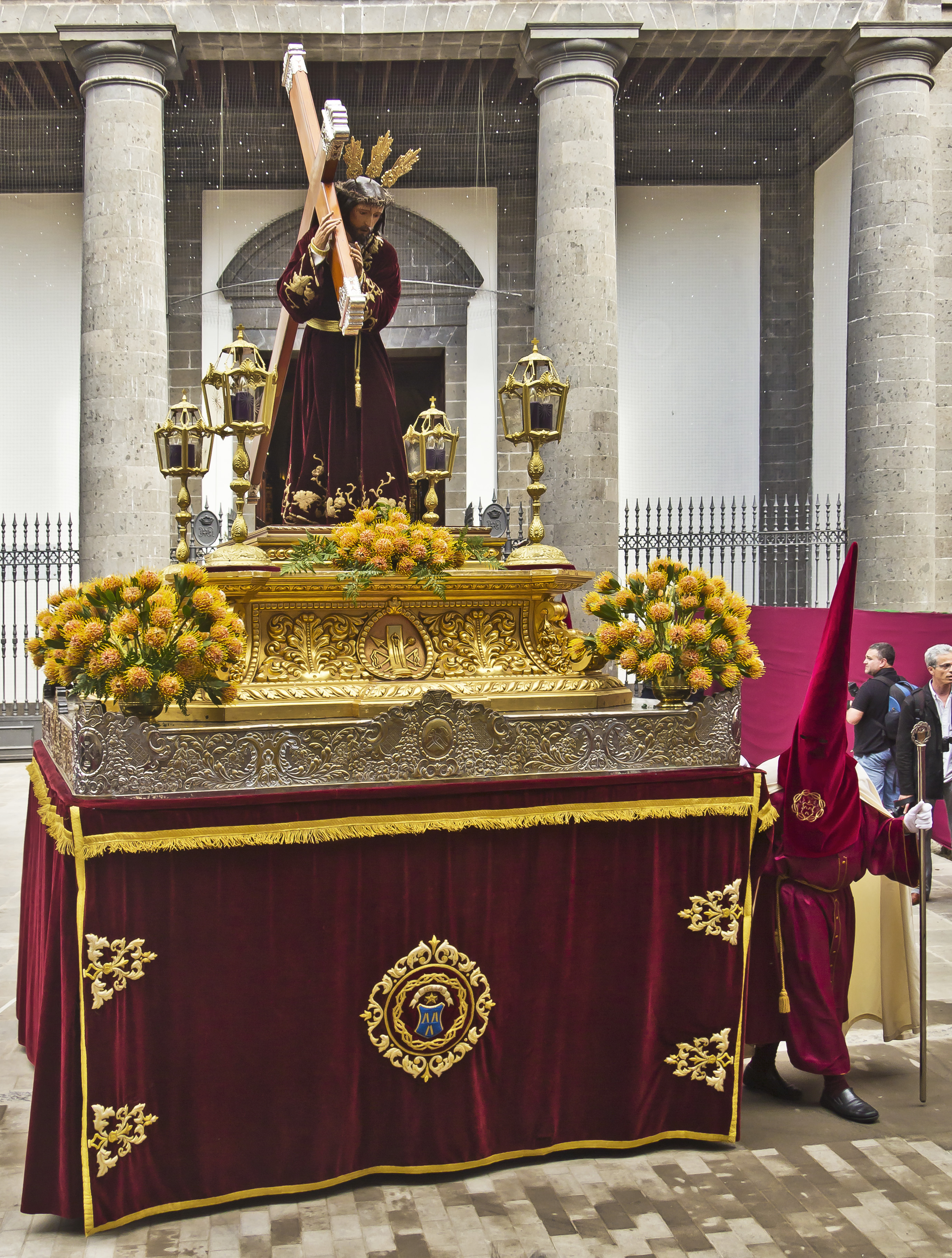
Nuestro Padre Jesús Nazareno en San Cristóbal de La Laguna (Tenerife).

- En San Cristóbal de La Laguna (Tenerife), procesión de La Verónica y la Santa Faz partiendo desde la Iglesia de San Benito Abad. Acompaña la Cofradía de la Verónica y la Santa Faz. Desde la Catedral de San Cristóbal de La Laguna parte la procesión de Nuestro Padre Jesús Nazareno y Nuestra Señora de la Soledad de la Cofradía de Nuestro Padre Jesús Nazareno y Nuestra Señora de la Soledad. Además también el Ecce Homo o Señor de la Cañita acompañado de la Muy Antigua y Venerable Hermandad de la Sangre de Cristo y la Santa Cruz.[80]
- En Santa Cruz de Tenerife se celebra la Procesión del Encuentro: desde la Parroquia Matriz de la Concepción, salida de Jesús Nazareno y desde la Parroquia de San Francisco de Asís, salida de la Santísima Virgen de la Armargura y San Juan Evangelista.[81]
- En Soria. Semana Santa silenciosa y austera, devocional; fiel reflejo de la sociedad soriana que la sustenta. Destaca por su intenso sentimiento religioso. Fue declarada de Interés Turístico de Castilla y León. En la actualidad, la ciudad de Soria cuenta con un desfile procesional la tarde-noche de Miércoles Santo. La Cofradía Penitencial del Ecce Homo lleva su paso, desde la iglesia de Santo Domingo, hasta la S.I.Concatedral de San Pedro Apóstol; donde permanecerá hasta la tarde de Viernes Santo. A continuación, se rezan las estaciones del Vía Crucis en el camino de San Saturio.[82]
- Tobarra (Albacete). Tiene lugar la tamborada escolar, que da comienzo a ciento cuatro horas ininterrumpidas de toque de tambor y el acto del Prendimiento.[83]
- En Torrejón de Ardoz (Madrid) a las 11 de la noche, procesiona el Cristo de la Vera Cruz en la "Procesión del Silencio" los Cofrades de la Hermandad de la Vera Cruz y Ntra. Sra. de la Soledad, desfilan al Cristo y al finalizar en la Iglesia, emotivo Besapiés.[84]

### Venezuela

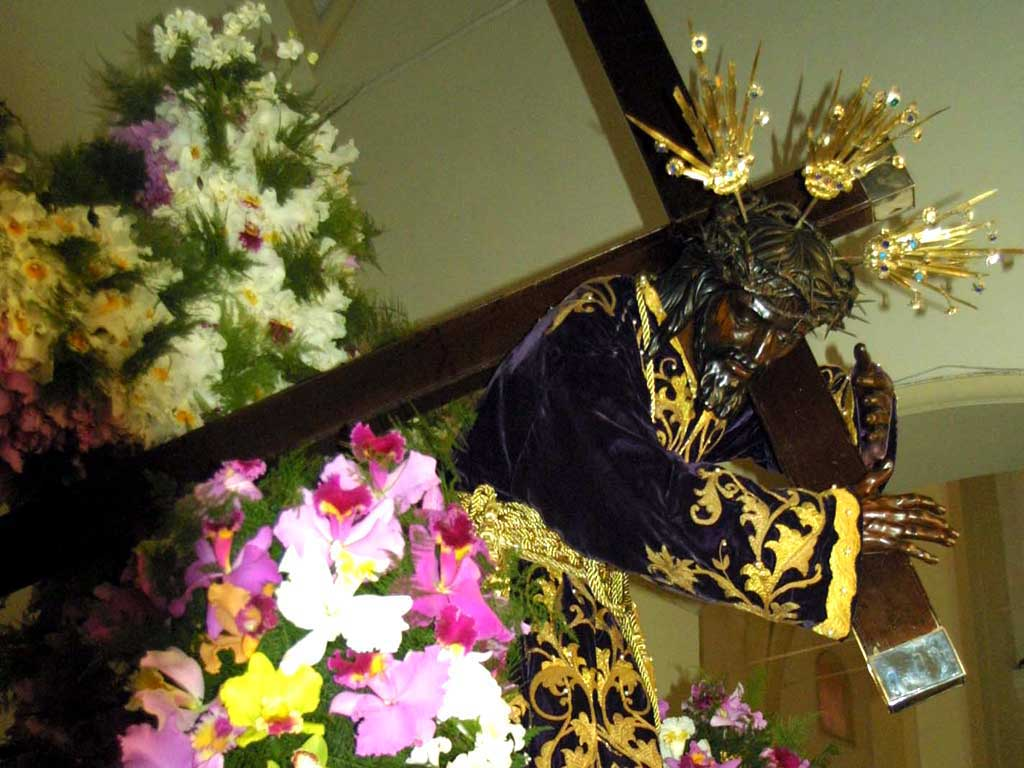
Nazareno de San Pablo

En Venezuela se venera se figura del Nazareno de San Pablo en la Basílica de Santa Teresa  en Caracas, y al Nazareno de Achaguas, en el Estado Apure, que atraen a miles de feligreses venezolanos y de todo el mundo. En todos los estados, ciudades y localidades de Venezuela el Miércoles Santo se realizan procesiones con la imagen de Jesús cargando la Cruz camino al calvario, la cual se denomina popularmente como "El Nazareno", el cual goza de una gran devoción por parte de los feligreses de todo el país y también de otras partes del mundo.
Este día durante las procesiones se acostumbra que los fieles acompañen la imagen vestidos de color morado, que hace referencia al pasaje del evangelio que indica que a Jesús después de azotarlo le colocaron una corona de espinas y un manto color púrpura, esto lo hacen los fieles para agradecer favores y milagros atribuidos a Jesús Nazareno.